# Андевено-Балцаро (Сондрио)
Андевено-Балцаро је насеље у Италији у округу Сондрио, региону Ломбардија.
Према процени из 2011. у насељу је живело 183 становника. Насеље се налази на надморској висини од 326 м.